# Marco Emilio Lépido (cónsul 285 a. C.)
Marco Emilio Lépido (en latín, Marcus Aemilius Lepidus) fue un político romano en el primer tercio del siglo III a. C.

## Carrera política
M. Emilio Lépido fue cónsul en el año 285 a. C., pero su nombre sólo se encuentra en los fastos. De su mandato nada se sabe.
Fue el primer portador del cognomen Lépido (en latín, delicado), entre la gens Emilia. Los Aemilii Lepidi pertenecieron hasta la época imperial temprana a las principales familias de Roma. 
El hijo o nieto de este Lépido fue probablemente el cónsul homónimo del año 232 a. C.